# Tから始まる物語
『Tから始まる物語』(ティーからはじまるものがたり)は、ジャレコより1998年6月4日に発売されたPlayStation用アクションアドベンチャーゲーム。

## ゲーム内容
謎の黒い影にさらわれた母親を救うため、15歳の少年「タクト」が異世界を冒険する3Dのアクションアドベンチャーゲーム。装備している武器による攻撃、花アイテムを使う事で発動する魔法、ジャンプなどのアクションを駆使し異世界を進んでいく。
武器、魔法アイテムである花、ライフ回復アイテムである種といったものを作る「花栽培システム」、ゲーム本編では語られないタクトのいないところで起こった出来事を観る「マルチチャンネルシステム」といったシステムが採用、搭載されている。
敵が落としたりフィールドに置いてある宝石を規定数集めるとタクトのレベルがアップ、ライフゲージの最大値が増えると共にライフが全回復する。また、武器や花には爆弾など一部の除き、「光」、「水」、「音」の3つの属性の内いずれかを持っており、それにより敵に与えるダメージ量が増減する事となる。
ゲームの途中からはスケートボード(ゲーム本編や付属取扱説明書では一貫して「スケボー」と表記されている)を入手する事ができる。スケートボードはゲーム中の特定のミニゲームで使用する他、一部のフィールドではL2ボタンを押す事でスケートボードに乗り降りする事ができる。
その他、タクトは携帯型のコンピュータである「モバイル」を持っており、R2ボタンを押す事でモバイル画面となる。モバイル画面ではキーコンフィグ、サウンドコンフィグといった設定のほか、各種項目を選ぶ事で今まで入手した花やアイテムの情報を閲覧したり、異世界の全体地図を見る事ができる。
ゲームデータは各所に点在しているアクセスポイントにてセーブが可能。敵の攻撃を受けタクトのライフゲージが0になる等するとゲームオーバー、タイトル画面に戻され、最後にセーブした場所からのやり直しとなる。
企画協力で城戸真亜子、メインテーマ作曲で高橋幸宏といったスタッフが参加している。

### 花栽培システム
ゲームを進めると行く事のできる「空中庭園」にて、雲のキャラクター「ワクモフ」の前でアイテムである花の種を選び、植える事で花を育てる事ができる。花は時間経過と共に「種」→「芽」→「若葉」→「つぼみ」→「花」→「実」と成長していき、「実」の状態で放っておくと再び「種」の状態へと戻る。ただし、あまり放置しておくと花は消滅してしまう。花は「種」、「花」、「実」の状態の時に採取可能であり、種は使用するとライフ回復アイテムとなり、花は使用すると敵を攻撃する魔法アイテムとなり、実は採取すると中から武器が出てきて入手する事ができる。また、花は「花」の状態の時に手持ちの別の花と合成する事ができ、新しい種類の花を生み出す事ができる。花の合成パターンは決まっており、相性の悪い花同士は合成する事はできない。その他、ワクモフに大好物であるキャンディーのアイテムを与えると、時間の経過を待たずに瞬時に花を成長させる事もできる。なお、わざわざ空中庭園に行かなくても、モバイル画面から選ぶ事のできる「空中庭園ニュース」にて、ゲーム中どこにいても種を植えたり花を採取する事ができる。ただし、空中庭園ニュースでは花を合成したり、ワクモフにキャンディーを与えるといった事はできない。入手した事がある花の情報については、モバイル画面から選ぶ事ができる「フラワーガイド」にて確認できる。

### マルチチャンネルシステム
主人公、タクトがゲーム本編で辿ってきたストーリーを再び観たり、ゲーム本編では語られなかったタクトのいないところで起きた裏ストーリーを観る事のできるモード。タイトル画面でマルチチャンネルを選択し、本編のセーブデータを読み込むことで閲覧できる。マルチチャンネル内ではメインストーリー部分と裏ストーリー部分がそれぞれいくつかのチャプターに分けられており、ストーリーを進めると選択できるチャプターが増えていく。ゲームのクリアデータを読み込むと全てのチャプターを閲覧する事ができる。

## 設定

### ストーリー
主人公、タクトは15歳の少年。祖父母の残した豊かな財産で母と二人で暮らしていた。だが、タクトは近頃何をするにもやたらと母をうざったく感じていた。
タクトが今夢中になれるものはスケボーとモバイル、今日もタクトはスケボーを乗り回し自室の窓から家へと戻ってきた。母の「コソドロみたいな真似はやめてちょうだい」という言葉を気にも留めないタクト。自室へと戻ったその時、タクトのモバイルに発信元不明のメールが届く。
TRAP(罠) TRICK(だます) TRIP(冒険) TRUTH(真実)
「どういう意味だ?このメッセージは…」訝しむタクト。その時、自室の外で母の悲鳴が聞こえる。
急いで駆けつけるタクト。そこでタクトは、得体の知れない黒い影に飲み込まれる母の姿を見る。必死に母を助けようとするタクトだが、母は黒い影に連れ去られてしまう。
母が連れ去られた後、タクトのモバイルに再びメールが届く。
TRAP TRICK TRIP TRUTH
「こんな事に構っているヒマはない!」「4つのT、ふざけるな!」「何かが狂ってる!」激昂するタクトはモバイルを床に叩きつけ踏みつける。その時、タクトの体とモバイルは突然消滅してしまう。
タクトが再び意識を取り戻した時、見た事のない世界の牢屋に閉じ込められていたのであった。

### 舞台
レッツ平原
ゲームの最初の舞台。「パトロール隊 隠れ家」を抜け出すとここに出る。赤のトリッパーズポイントで「デザドの砂漠」へ、青のトリッパーズポイントで「ボルケの山のふもと」へ、風船乗り場で風船を利用する事で「エアーポッケの大空」へと移動できる。最初に訪れた際は、「パトロール隊 隠れ家」から追ってきたパトロール隊員との戦闘が起こる。
パトロール隊 隠れ家
「レッツ平原」にあるマインドパトロール隊の隠れ家。ここの牢屋でタクトが目覚める所からゲームが始まる。
生命の木
「レッツ平原」に存在する大木。異世界の要所に根を張り巡らせ情報を吸い寄せ、それが木になっている実の栄養にもなっている。木の実からストーリーやゲームシステムに関する情報を聞くことができ、またストーリーを進めると聞ける情報が変化していく。
ヒストのほこら
「レッツ平原」にある音の一族の一人であるヒストの住む祠。ストーリーが進むとここを訪れる必要が出てくる。
翁ダンジョン
「レッツ平原」に入口が存在するダンジョン。ヒストに導かれ訪れる事になる。地下5階構造で、雑魚敵は出現せず謎解き中心のダンジョンとなっている。地下4階にてここのボスである、石像のような姿をしたダンジョンの番人との戦闘が起こる。
デザドの砂漠
広大な砂漠。赤のトリッパーズポイントで「レッツ平原」と、「オンリの浜辺」を経由する事で「アイスベルグ山のふもと」と繋がっている。
水の作業場
「デザドの砂漠」にある水の一族の作業場。ここで水の一族のリーダー、モイスと会う事となる。
流砂ダンジョン
「デザドの砂漠」に入口があるダンジョン。ダンジョンの奥へ行くため、スケボーに乗って青い宝石を5つ集める事になる。ボスは巨大なサソリのような怪物、ザリド。ダンジョンクリア後はフリーのスケボー場として利用できる。
オンリの浜辺
「デザドの砂漠」と「アイスベルグ山のふもと」を繋ぐ浜辺。
アポの巣
「オンリの浜辺」にあるアポ族達の棲家。アポ族と同じ大きさまで小さくなって訪れる事になる。
アイスベルグ山
雪の降り積もる氷の山。麓に水の一族達の暮らす「水のアジト」があり、水のリングがあれば中に入る事ができる。黄色のトリッパーズポイントで「ボルケの山のふもと」と繋がっている。
エアーポッケの大空
「レッツ平原」で風船を利用する事で行ける天空。下に飛び降りる事で「レッツ平原」に戻る事ができる。
音の森
「エアーポッケの大空」の中央に位置する森。音の一族達が暮らしており、内部には音の一族達の施設である「音のアジト」、奥には異世界の音を司る「音の木」がある。
空中庭園
「エアーポッケの大空」より行ける庭園。ここで花を育てる事ができる。また、ここに寄る事でモバイル画面に空中庭園ニュースの項目が追加される。
スケボーパーク
「エアーポッケの大空」より行けるスケボー場。スケボー魚のエアボンにチケットを渡す事で行く事ができる。スケボーに乗って制限時間内にスケボー場の宝石を全て集めるミニゲームに挑戦できる。
剣船
ストーリーを進めると「エアーポッケの大空」に現れる海賊船。ボスは海賊船の船長。
ボルケの山
異世界に存在する活火山。青のトリッパーズポイントで「レッツ平原」と、黄色のトリッパーズポイントで「アイスベルグ山のふもと」と繋がっている。麓には光の一族達のテントである「光のアジト」がある。
遺跡ダンジョン
「ボルケの山のふもと」、光の一族のテントのそばに入口があるダンジョン。内部は迷路となっている。ボスは巨大なミミズのような怪物。
風のダンジョン
音の木より行く事になるダンジョン。魔王の居城である「雲の城」に行くために通る事になる。不安定な足場をジャンプで乗り継いでいく場面が多い。ボスは諦めの化身。
雲の城
はるか天空にそびえる魔王の居城。途中で起こるイベントで間違った選択をすると、ゲームオーバーになってしまう。

### 用語
トリッパー
別の世界から異世界にやってきた者達の総称。タクトのように自らの意思でやってきたのではない者もこう呼ばれる。
マインドパトロール隊
トリッパーを監視、追跡し、異世界の秩序を守ろうとする組織。一般隊員は木の葉が集まったような風貌をしている。
冒険者のしおり
「トリッパーズポイント」と呼ばれる、本がくるくると回っている場所で対応した色のものを使うとワープができる栞。赤、青、黄色の3種類がある。
光る虫
遺跡ダンジョンで入手する巨大なホタルのような虫。水の一族達曰く「魔王の弱点」との事だが、実際は「地陽転生の儀式」という光の一族達の儀式で使用するもの。ストーリー終盤になると光の一族達が探していた「大地のエキス」と同一のものという事が判明する。
地陽転生の儀式
年に一度、光の一族が取り仕切る儀式。大地のエキス(光る虫)を大きな木の実につめ込み、火山の噴火を利用し太陽へと打ち上げ、太陽に活力を与える。ストーリー中ではボルケの山にてその儀式が執り行われる。
風の短剣
翁ダンジョンの最下層で手に入る短剣。風のダンジョンに現れた怪物、諦めの化身を倒すのに必要なもの。剣船での船長との戦いに勝つと、剣に輝きが宿り武器としてパワーアップする。

## 登場キャラクター

### 主要キャラクター
タクト
本作の主人公である15歳の少年。謎の黒い影に攫われた母を救うため、異世界を冒険する。純粋であるが、ストーリー中所々で攻撃的な面を見せる。
シナモン
マインドパトロール隊の副隊長である女性。異世界へとやってきたタクトが最初に会う人物であり、タクトの理解者でもある。
オーリー
パトロール隊 隠れ家にてタクトと出会う小さい動物。タクトと共に異世界を冒険する事となる。ゲーム中、次に行くべき場所を鳴き声で発し知らせてくれる。

### 水の一族
空気から水を生み出す事ができる一族。一つ目で太った体型をしており、水色の体色をしている。砂漠で水を作り出す重労働をしている事に不満を持ち、また光の一族が華やかな地陽転生の儀式の主役を務める事にジェラシーを感じ、一族を上げて地陽転生の儀式の妨害をする。
モイス
水の一族のリーダー。「光る虫は魔王の弱点」とタクトに教えるが、それは嘘であり、実際は光の一族の地陽転生の儀式を邪魔するためにタクトを利用していた。
ホネス
水のアジトでタクトと出会う水の一族。関西弁で話す。
マスター
水のアジトにいるシルクハットを被った水の一族。マルチチャンネルの裏ストーリーでは、水原人を甦らせる姿が描写されている。
メック
モイスと共にタクトと出会う水の一族。光る虫取得後に水のアジトにて、雲の城に行くためアイスベルグ山の頂上に行く事をタクトに提案する。
クー
水の一族の一人。マルチチャンネルの裏ストーリーでは、ソンドの拉致と氷ミサイルの開発に関わっていた描写がされている。
水原人
水のアジトに安地されている水の一族達の祖先。マスターの手により復活し、地陽転生の儀式を邪魔するため光の一族とタクトの前に立ち塞がる。

### 光の一族
異世界を旅する放浪の一族。獣人のような姿をしている。地陽転生の儀式を行うため、大地のエキスを探し求めている。
リッツ
アイスベルグ山の八合目でタクトと出会う光の一族。アイスベルグ山で大地のエキスを探しており、タクトに音の一族の一人であるソンドに会う事を勧め、光の球を渡す。
グッディー
光の一族の一人。ボルケの山のふもとにある光のアジトで留守番をしている。
ブーライ
遺跡ダンジョンでタクトと出会う光の一族。遺跡ダンジョンにて大地のエキスを探している。
トーランス
光の一族の一人。マルチチャンネルの裏ストーリーでは、太陽が黒い雲に隠れ異世界が雪に覆われた際、一族のため一人アジトの外に出る描写がされている。
シャイン
光の一族のリーダー。当初はタクトを快く思っておらず、光のアジトを訪ねたタクトを追い払っていた。

### 音の一族
異世界の音を生み出す音の木を見張る一族。石でできたような体をしており、音の森にて高度な文明を築いている。
ソンド
リッツの紹介によりタクトに会う音の一族。当初は魔王の存在について懐疑的だった。タクトに光る虫が遺跡ダンジョンにいる事を教え、冒険者の青しおりを渡す。マルチチャンネルの裏ストーリーでは、水の一族達に拉致、脅迫され、氷ミサイルの開発をする描写がされている。
ワッド
流砂ダンジョンをクリアした後にタクトと出会う音の一族。アポ族の所を訪ねる途中でタクトと出会い、大怪我をしたオーリーを助けるためにタクトとオーリーをアポ族に紹介する。
ラング
音のアジトB2にいる音の一族。マルチチャンネルの裏ストーリーでは、突如現れた魔王の存在を、パニックを防ぐために秘匿した事が描写されている。
トゥーン
音のアジトB2にてラングと共にいる音の一族。マルチチャンネルの裏ストーリーでは、突如現れた魔王の存在を最初に確認した人物として描写されている。
ヒスト
元、音の一族の指導者であり、音の翁と呼ばれている音の一族の老人。音の木の見張り役を引退した後、一族を離れ伝説を解き明かす事に命を懸けている。タクトと出会った当初はボケたふりをしていたが、タクトの母を助けるという目的を知ると、タクトに協力をしてくれる。

### その他登場キャラクター
タクトの母
タクトの母親。ストーリー冒頭で謎の黒い影に攫われる。
ブラッキー
タクトが目覚めた牢屋で出会う、黒い小さな動物。マルチチャンネルの裏ストーリーでは、水の一族達と繋がっていた事が描写されている。
隊長
マインドパトロール隊の隊長。タクトを危険視しており、異世界にやってきたタクトを死刑にしようとしていた。ストーリー中、声のみでその姿を確認する事はできない。
花魚
エアーポッケの大空にいるエンゼルフィッシュのような姿をした魚。空中庭園にタクトを送ってくれる。
エアボン
エアーポッケの大空にいるフグのような姿をした魚で、関西弁で話す。チケットを渡す事でスケボーパークにタクトを送ってくれる。
シルフ
流砂ダンジョンにてタクトと出会う、羽の生えた小さな妖精のような姿をした種族。風のダンジョンにも複数人がいる。
アポ族
ワッドに紹介されタクトと会う種族。人間よりはるかに小さい種族だが、高い知性をもっており、意思伝達を身振りで行っている。大怪我をしたオーリーを助けるため、アポ族と同じ大きさまで小さくなって共に神秘の踊りを踊る事となる。
船長
剣船の船長。剣船へとやってきたタクトに、風の短剣に輝きを与えるための試練を与える。
偽りと疑いの化身
ストーリー終盤に登場する存在。タクトの心の中の人を偽る気持ちと人を疑う気持ちが自身のエネルギーだと言い、シナモンの幻影を使いタクトを惑わせる。
魔王
タクトの母を攫った謎の黒い影で、異世界で魔王と呼ばれる存在。雲の城にてタクトを待ち受ける。

## 移植版
| No. | タイトル        | 発売日        | 対応機種                                            | 開発元   | 発売元             | メディア                          | 備考                   |
| --- | --------------- | ------------- | --------------------------------------------------- | -------- | ------------------ | --------------------------------- | ---------------------- |
| 1   | Tから始まる物語 | 2012年3月28日 | PlayStation 3 PlayStation Portable PlayStation Vita | ジャレコ | ハムスター         | ダウンロード (ゲームアーカイブス) | 2015年9月30日配信終了  |
| 2   | Tから始まる物語 | 2015年10月1日 | PlayStation 3 PlayStation Portable PlayStation Vita | ジャレコ | シティコネクション | ダウンロード (ゲームアーカイブス) | 配信元を変えての再配信 |

## スタッフ
- ディレクター:西沢学
- アシスタントディレクター:倉田賢一朗
- メインプログラマー:吉田明広
- プログラマー:岩本修一、清水保治、立山豪、Support AI、脇村孝幸
- キャラクター担当 3Dモデリング&モーション:志村正義、松田信、佐藤裕樹
- 背景 メイン3D背景:荒川正人
- 背景 3D背景:井上昌二郎、加藤靖雄、河村おさむ
- 背景 2Dグラフィック:松本政隆、小澤信一郎
- ムービー制作:星昌和
- BGM:緒方貴宏
- SE:山崎良
- 宣伝:守照由樹、陽田茂、森田恭司
- 販売:福島義剛、柏村尚、中村敦恭、野澤弘靖、桜井恭子
- シナリオ制作:岸本一男(無限大倶楽部)、阿部敏(無限大倶楽部)、井上浩志(無限大倶楽部)
- デザイン監修:みしな幸正
- 音楽・シナリオ監修:村上彰
- 企画協力:城戸真亜子
- メインテーマ作曲:高橋幸宏
- スペシャルサンクス:水野勝、原正樹、遠藤貴子、岳野由紀子、鈴木敏子、メタリック印刷株式会社、日本たばこ産業株式会社、DYNAMO MOTION CAPTURE STUDIO
- ゼネラルマネージャー:布川博

## 評価
ゲーム誌『ファミコン通信』の「クロスレビュー」では合計26点（満40点）となっている。

## 関連作品
- ファンタステップ(1997年) - ジャレコよりPlayStation、セガサターンで発売されたアドベンチャーゲーム。本作と同じく城戸真亜子、高橋幸宏がスタッフとして参加している。